# Kabinett Schweitzer
Das Kabinett Schweitzer ist seit dem 10. Juli 2024 die Landesregierung von Rheinland-Pfalz. Der Landtag wählte am 10. Juli 2024 Alexander Schweitzer zum Ministerpräsidenten. Er erhielt zwei Stimmen mehr, als die ihn tragenden Koalitionsfraktionen haben, wurde also in der geheimen Abstimmung auch von Abgeordneten der Opposition gewählt. Anschließend wurde das Kabinett von Schweitzer ernannt und vom Landtag bestätigt. Das Kabinett Schweitzer löste das Kabinett Dreyer III ab.
Das Kabinett wird erneut von einer Ampelkoalition, bestehend aus den drei Koalitionspartnern SPD, Grüne und FDP, gestellt.

## Abstimmung im Landtag Rheinland-Pfalz
| Wahlgang                                                                                     | Kandidat          | Kandidat                   | Stimmen    | Stimmenzahl | Anteil (abgegebene Stimmen) | Unterstützer | Unterstützer | Unterstützer | Unterstützer    |
| -------------------------------------------------------------------------------------------- | ----------------- | -------------------------- | ---------- | ----------- | --------------------------- | ------------ | ------------ | ------------ | --------------- |
| 1. Wahlgang                                                                                  |                   | Alexander Schweitzer (SPD) | Ja-Stimmen | 57          | 56,4 %                      |              |              |              | SPD, Grüne, FDP |
| 1. Wahlgang                                                                                  | Nein-Stimmen      | Alexander Schweitzer (SPD) | 39         | 38,6 %      |                             |              |              |              | SPD, Grüne, FDP |
| 1. Wahlgang                                                                                  | Enthaltungen      | Alexander Schweitzer (SPD) | 4          | 4,0 %       |                             |              |              |              | SPD, Grüne, FDP |
| 1. Wahlgang                                                                                  | Ungültige Stimmen | Alexander Schweitzer (SPD) | 0          | 0,0 %       |                             |              |              |              | SPD, Grüne, FDP |
| 1. Wahlgang                                                                                  | Nichtteilnahme    | Alexander Schweitzer (SPD) | 1          | 1,0 %       |                             |              |              |              | SPD, Grüne, FDP |
| Damit wurde Alexander Schweitzer zum Ministerpräsidenten des Landes Rheinland-Pfalz gewählt. |                   |                            |            |             |                             |              |              |              |                 |

## Landesregierung
| Ressort                                                                          | Foto                                                                                      | Name                                                     | Partei | Partei          | Staatssekretäre                   | Partei | Partei          |
| -------------------------------------------------------------------------------- | ----------------------------------------------------------------------------------------- | -------------------------------------------------------- | ------ | --------------- | --------------------------------- | ------ | --------------- |
| Ministerpräsident Staatskanzlei                                                  |                                                                                           | Alexander Schweitzer                                     |        | SPD             | Fedor Rose Chef der Staatskanzlei |        | SPD             |
| Ministerpräsident Staatskanzlei                                                  | Heike Raab Bevollmächtigte beim Bund und für Europa, Medien, Digitales und Nachhaltigkeit | Alexander Schweitzer                                     | SPD    | SPD             |                                   |        |                 |
| Stellvertreterin des Ministerpräsidenten Familie, Frauen, Kultur und Integration |                                                                                           | Katharina Binz                                           |        | B’90/Die Grünen |                                   |        |                 |
| Stellvertreterin des Ministerpräsidenten Familie, Frauen, Kultur und Integration | Janosch Littig                                                                            | Katharina Binz                                           |        | B’90/Die Grünen | B’90/Die Grünen                   |        |                 |
| Stellvertreterin des Ministerpräsidenten Familie, Frauen, Kultur und Integration | Jürgen Hardeck                                                                            | Katharina Binz                                           |        | B’90/Die Grünen | parteilos                         |        |                 |
| Wirtschaft, Verkehr, Landwirtschaft und Weinbau                                  |                                                                                           | Daniela Schmitt                                          |        | FDP             | Andy Becht                        |        | FDP             |
| Wirtschaft, Verkehr, Landwirtschaft und Weinbau                                  | Petra Dick-Walther                                                                        | Daniela Schmitt                                          |        | FDP             |                                   |        | FDP             |
| Finanzen                                                                         |                                                                                           | Doris Ahnen                                              |        | SPD             | Stephan Weinberg                  |        | SPD             |
| Justiz                                                                           |                                                                                           | Herbert Mertin (bis 21. Februar 2025; im Amt verstorben) |        | FDP             | Matthias Frey                     |        | FDP             |
| Justiz                                                                           | Philipp Fernis (ab 2. April 2025) 1                                                       |                                                          |        | FDP             | Matthias Frey                     |        | FDP             |
| Inneres und Sport                                                                |                                                                                           | Michael Ebling                                           |        | SPD             | Daniel Stich                      |        | SPD             |
| Inneres und Sport                                                                | Simone Schneider                                                                          | Michael Ebling                                           |        | SPD             |                                   |        | SPD             |
| Bildung                                                                          |                                                                                           | Stefanie Hubig (bis 6. Mai 2025)                         | SPD    | Bettina Brück   | SPD                               |        |                 |
| Bildung                                                                          | Sven Teuber (ab 14. Mai 2025) 1                                                           |                                                          | SPD    | Bettina Brück   | SPD                               |        |                 |
| Arbeit, Soziales, Transformation und Digitalisierung                             | Ministerin Dörte Schall im Jahr 2022                                                      | Dörte Schall                                             | SPD    | Denis Alt       | SPD                               |        |                 |
| Wissenschaft und Gesundheit                                                      |                                                                                           | Clemens Hoch                                             |        | SPD             | Nicole Steingaß                   |        | SPD             |
| Klimaschutz, Umwelt, Energie und Mobilität                                       |                                                                                           | Katrin Eder                                              |        | B’90/Die Grünen | Erwin Manz                        |        | B’90/Die Grünen |
| Klimaschutz, Umwelt, Energie und Mobilität                                       | Michael Hauer                                                                             | Katrin Eder                                              |        | B’90/Die Grünen |                                   |        | B’90/Die Grünen |

Anmerkungen: